# Castillo de Arévalo
El Castillo de Arévalo, también conocido como castillo de los Zúñiga, es una fortificación del siglo XV, localizada en Arévalo, al norte de la provincia de Ávila. Es propiedad del Ministerio de Agricultura, Pesca y Alimentación y gestionado por el Fondo de Garantía Agraria.

## Historia
En el siglo XI, durante el reinado de Alfonso VI, se concede fuero a la villa de Arévalo. A partir de ese momento, son frecuentes en la documentación las referencias al lugar. Aunque con períodos de dominio señorial, va a depender habitualmente   de la Corona (bien de realengo), por lo que no es de extrañar la presencia en la villa de personajes de la familia real.
Ya a mediados del siglo XIV debe de tener castillo, constituyendo con los Medina del Campo, Tordesillas y Sigüenza, uno de los lugares donde el rey Pedro I de Castilla recluiría a su mujer Dª Blanca de Borbón.
La fortaleza se ubica en la parte más extrema del triángulo amesetado formado por la confluencia entre los ríos Adaja y Arevalillo, los cuales le sirven de fosos defensivos. Fue mandada reconstruir en la segunda mitad del siglo XV por orden de Álvaro de Zúñiga, duque de Béjar, aunque sufrió posteriormente importantes reformas a principios del siglo XVI, cuando la fortaleza estuvo en mano de los Reyes Católicos. Con dichos cambios pasó de una planta cuadrada a la planta pentagonal que le caracteriza.
Algunas fuentes afirman que tras la muerte de Juan II de Castilla se recluyó en la fortaleza a Isabel de Portugal —enloquecida—, madre de la futura Isabel la Católica y de Alfonso de Castilla, con quienes supuestamente vivió en el castillo, aunque, sin embargo, es más probable que estos vivieran en unas casas situadas cerca de la Puerta de Alcocer, junto a la actual plaza del Ayuntamiento.

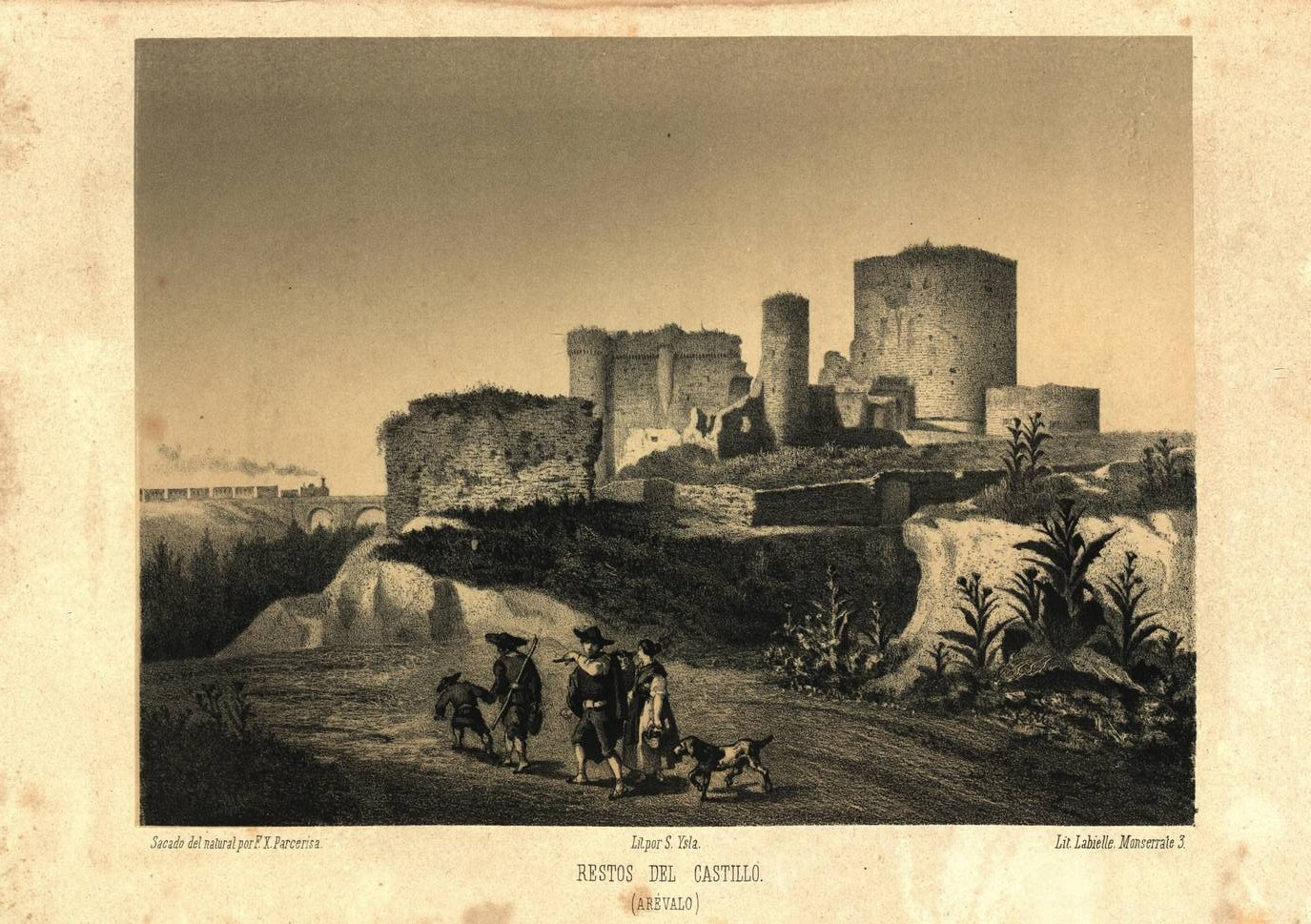
Litografía publicada en 1865 y realizada por Francisco Javier Parcerisa

Tras pasar por manos del condestable de Castilla, Álvaro de Luna, en 1476 pasó a pertenecer a los Reyes Católicos.
A partir de ese momento la función más destacada del edificio es ser lugar de encierro de prisioneros ilustres. Sucesivamente pasan temporadas en él, y por diversas causas, Fadrique Enríquez por orden de Isabel la Católica, Juan Palafox y Mendoza, marqués de Ariza y Pedro Téllez-Girón y Velasco, duque de Osuna en el de Felipe IV. En el siglo XVI, el castillo fue convertido en prisión. Felipe Guillermo de Orange-Nassau, fue uno de los más importantes rehenes del castillo en el reinado de Felipe IV
Durante los últimos siglos el castillo perteneció al ayuntamiento de Arévalo, sufriendo durante el siglo XIX fases de abandono y siendo utilizado como campo sacro y cantera de piedra. A mediados del siglo XX, por motivos económicos y con la condición de que se usara como silo de cereal, el municipio cedió el inmueble al Servicio Nacional del Trigo (SNT) del Ministerio de Agricultura, que acometió diferentes reformas y obras de restauración. Las nuevas instalaciones entraron en servicio en 1955, teniendo una capacidad de almacenamiento de 1080 toneladas.
En la actualidad pertenece al Ministerio de Agricultura y se usa como centro de reuniones aunque también se encuentra abierto al turismo y en su torre del homenaje se puede visitar un pequeño museo del cereal. Actualmente está abierto para su visita durante los fines de semana y festivos nacionales, realizándose visitas guiadas cada media hora hasta las seis de la tarde. A pesar de que en la actualidad no se puede apreciar, las murallas que protegían Arévalo durante su época de mayor auge económico, por el comercio con Ávila o Segovia, iban a morir a la fortificación primigenia.

## Construcción

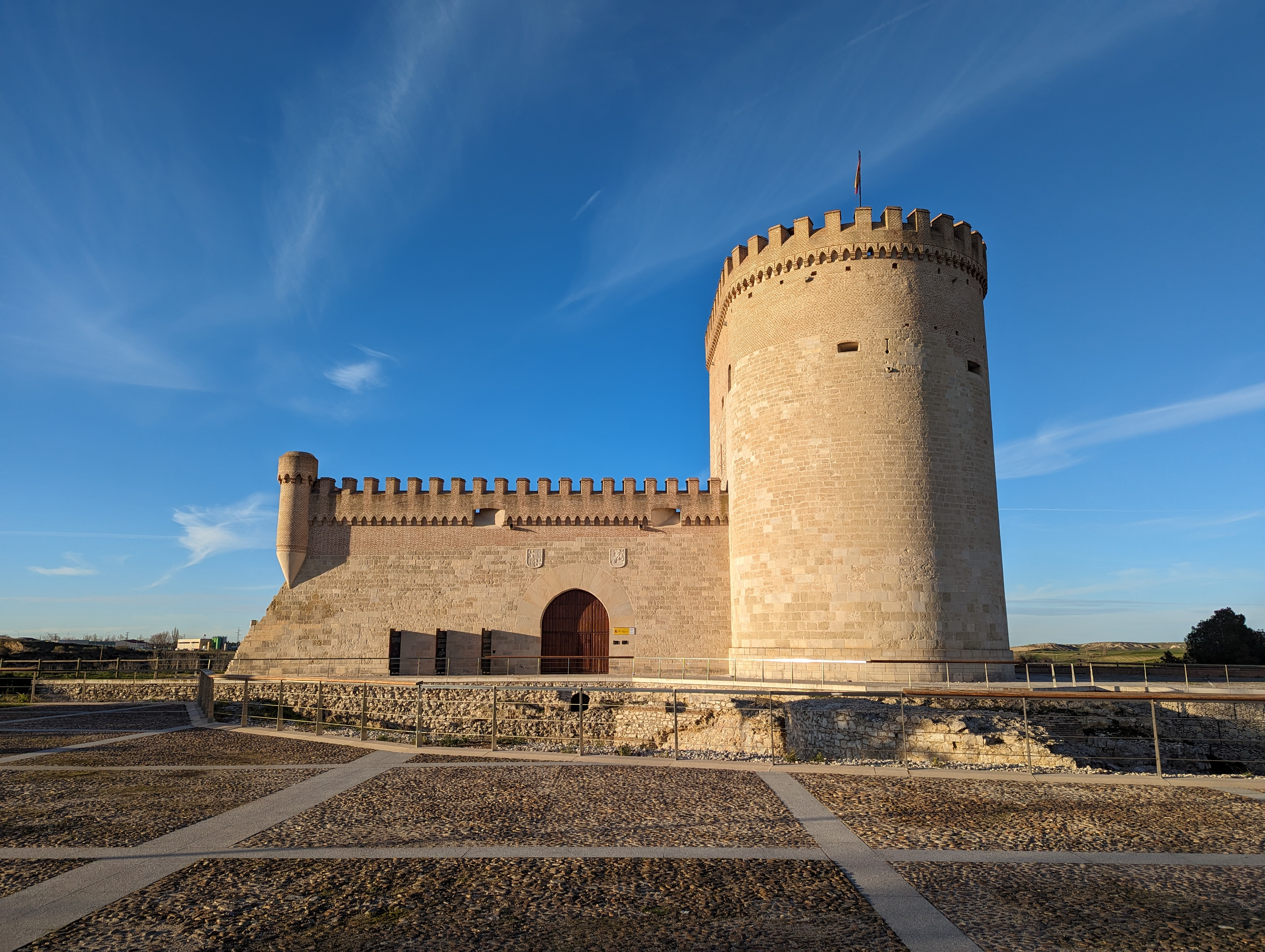
Fachada sur

El castillo de Arévalo se alza en un extremo de la población al borde de una zona amesetada, sobre la confluencia de los ríos Arevalillo y Adaja. 
El castillo presenta una planta pentagonal irregular, rematada en cada esquina con pequeñas torres circulares, salvo en el caso de la torre del homenaje, que fue construida sobre un torreón previo de estilo mudéjar. Su estructura, en la que se advierte influencia italiana, es solo una parte del original, como puede apreciarse en el grabado de Francisco Javier Parcerisa. Está formado por dos recintos yuxtapuestos: uno rectangular y otro triangular. Las esquinas están defendidas por torreones circulares, la torre del homenaje de proporciones colosales y un quinto cubo no conservado, enmascarado por una restauración que introdujo elementos arquitectónicos arbitrariamente.
Los muros son en su parte inferior de sillería, material proveniente probablemente de un castillo anterior, y en la superior de ladrillo, elemento característico de la comarca. La torre del homenaje, de planta semicircular peraltada, es toda de sillería, aunque actualmente muestra remates de ladrillo como fruto de la restauración aludida, que hizo desaparecer el parapeto curvilíneo con troneras, construido en el siglo XVI al adaptar el castillo a prosión.
A lo largo de su parte superior se suceden garitas y matacanes ciegos similares a los del Castillo de Coca, lo que hace presumir que sean obras del mismo arquitecto anónimo.
Su emplazamiento esta desfigurado, ya que por la parte que da a la población, la más débil por su accesibilidad debía haber un foso, complemento esencial para sus cañoneras a ras de suelo. La guerra de sucesión española y la de la Independencia lo van arruinando paulatinamente, desvinculándose de la propiedad real en las Cortes de Cádiz (1812), siendo aprovechado su recinto para cementerio.